# FC Wacker Innsbruck (Frauenfußball)
FC Wacker Innsbruck ist ein Fußballverein aus Innsbruck. Die Frauenfußballabteilung des FC Wacker Innsbruck besteht seit dem 1. Juli 2006 durch die Übernahme der Frauenfußballabteilung des Innsbrucker AC´, wobei es auch beim Vorgängerklub Fußballclub Wacker Innsbruck in den 1980er-Jahren bereits eine Frauenabteilung gegeben hatte. Die erste Mannschaft spielte von 2007 bis 2017 in der ÖFB Frauen-Bundesliga. Nach einem Jahr in der 2. Liga Mitte/West gelang der ersten Mannschaft Frauenteam der Aufstieg in die ÖFB Frauen-Bundesliga, die zweite Mannschaft tritt in der 2. Liga Mitte/West an.

## Geschichte

### Geschichte der Frauensektion
Vorgeschichte
| 1979–1989 | 1979–1989                                     | 1979–1989                                     | 1979–1989                                     | 1979–1989                                     | 1979–1989                                     | 1979–1989                                     | 1979–1989                                     |
| Saison | Platz (Teiln.)                                | Sp                                            | S                                             | U                                             | N                                             | Tore                                          | Pkt.                                          |
| keine Ligateilnahme | keine Ligateilnahme                           | keine Ligateilnahme                           | keine Ligateilnahme                           | keine Ligateilnahme                           | keine Ligateilnahme                           | keine Ligateilnahme                           | keine Ligateilnahme                           |
| --- | --------------------------------------------- | --------------------------------------------- | --------------------------------------------- | --------------------------------------------- | --------------------------------------------- | --------------------------------------------- | --------------------------------------------- |
| 1979/80 W1 | keine Information                             | keine Information                             | keine Information                             | keine Information                             | keine Information                             | keine Information                             | keine Information                             |
| 1980/81 | keine Information                             | keine Information                             | keine Information                             | keine Information                             | keine Information                             | keine Information                             | keine Information                             |
| 1981/82 W2 | keine Information                             | keine Information                             | keine Information                             | keine Information                             | keine Information                             | keine Information                             | keine Information                             |
| 1982/83 | keine Information                             | keine Information                             | keine Information                             | keine Information                             | keine Information                             | keine Information                             | keine Information                             |
| Bezirksliga Oberbayern |                                               |                                               |                                               |                                               |                                               |                                               |                                               |
| 1983/84 | 03. (9)                                       | 16                                            | 10                                            | 02                                            | 04                                            | 54:18                                         | 022                                           |
| 1984/85 | 01. (9)                                       | 16                                            | 13                                            | 03                                            | 0                                             | 53:9                                          | 029                                           |
| 1985/86 | 01. (10)                                      | 18                                            | 15                                            | 01                                            | 02                                            | 58:18                                         | 031                                           |
| Bayern A-Klasse |                                               |                                               |                                               |                                               |                                               |                                               |                                               |
| 1986/87 W3 | 01. (10)                                      | 16                                            | 14                                            | 01                                            | 01                                            | 72:10                                         | 029                                           |
| Bezirksliga Oberbayern |                                               |                                               |                                               |                                               |                                               |                                               |                                               |
| 1987/88 | 06. (10)                                      | 18                                            | 09                                            | 02                                            | 07                                            | 31:35                                         | 020                                           |
| 1988/89 W4 | Mannschaft während des Bewerbes zurückgezogen | Mannschaft während des Bewerbes zurückgezogen | Mannschaft während des Bewerbes zurückgezogen | Mannschaft während des Bewerbes zurückgezogen | Mannschaft während des Bewerbes zurückgezogen | Mannschaft während des Bewerbes zurückgezogen | Mannschaft während des Bewerbes zurückgezogen |
| Legende |                                               |                                               |                                               |                                               |                                               |                                               |                                               |
| | Meister bzw. Aufstieg                         |                                               |                                               |                                               |                                               |                                               |                                               |
| W1 Der Verein wurde als FC Möbel-Reiter Innsbruck gegründet. W2 Der Verein benannte sich in FC Wacker Innsbruck im Frühjahr 1982 um. W3 Der Verein benannte sich in FC Wacker Innsbruck-Mittenwald um. W4 Es liegen keine Informationen über den Tabellenstand vor. |                                               |                                               |                                               |                                               |                                               |                                               |                                               |

Schon beim Vorgängerklub Fußballclub Wacker Innsbruck hatte es eine Frauenfußballsektion gegeben, die 1979 von Gabi Reiter gegründet und unter dem Namen der Firma ihres Vaters, FC Möbel-Reiter Innsbruck, spielte. Im Frühjahr 1982 wurde die Mannschaft offiziell unter dem Namen FC Wacker Innsbruck angemeldet. Aus finanziellen und geographischen Gründen nahm man außer Konkurrenz ab 1983 an der bayerischen Bezirksliga teil, die man in einer inoffiziellen Wertung 1985 und 1986 gewinnen konnte. Am ÖFB-Frauen-Fußball-Cup partizipierte man erstmals in der Saison 1981/82 und in der Saison 1984/85 gewann man den Pokal gegen den LUV Graz mit 2:0. Ab der Saison 1986/87 nahmen die Tirolerinnen am DFB-Pokal teil.
Der FC Wacker Innsbruck-Mittenwald wurde am 22. Mai 1986 gegründet um nun auch offiziell an der Meisterschaft in Bayern und am DFB-Pokal teilzunehmen. Im Pokal verloren die Damen aus Innsbruck gegen FC Oberau (1987) und FC Bayern München (1988). Der neugegründete Verein begann in der A-Klasse Bayern, die man gleich im ersten Jahr gewinnen konnte und somit spielberechtigt für die Bezirksliga Oberbayern 1987/88 war. Aufgrund mangelnder Unterstützung des Vereins und fehlender Sponsoren für die vielen Reisen nach Oberbayern schied man in der Saison 1988/89 aus der Meisterschaft aus und löste sich auf.
Wiedereinstieg
| 2006 – heute | 2006 – heute       | 2006 – heute       | 2006 – heute       | 2006 – heute       | 2006 – heute       | 2006 – heute       | 2006 – heute       |
| Saison | Platz (Teiln.)     | Sp                 | S                  | U                  | N                  | Tore               | Pkt.               |
| 2. Frauenliga West | 2. Frauenliga West | 2. Frauenliga West | 2. Frauenliga West | 2. Frauenliga West | 2. Frauenliga West | 2. Frauenliga West | 2. Frauenliga West |
| --- | ------------------ | ------------------ | ------------------ | ------------------ | ------------------ | ------------------ | ------------------ |
| 2006/07 W5 | 01. (10)           | 14                 | 14                 | 0                  | 0                  | 160:02             | 042                |
| ÖFB-Frauenliga |                    |                    |                    |                    |                    |                    |                    |
| 2007/08 W6 | 02. (10)           | 08                 | 04                 | 0                  | 04                 | 019:13             | 015                |
| 2008/09 W6 | 02. (10)           | 08                 | 05                 | 0                  | 03                 | 024:16             | 017                |
| 2009/10 W7 | 02. (10)           | 08                 | 02                 | 04                 | 02                 | 015:11             | 021                |
| 2010/11 | 04. (10)           | 18                 | 10                 | 02                 | 06                 | 050:36             | 032                |
| 2011/12 | 03. (10)           | 18                 | 12                 | 02                 | 04                 | 057:32             | 038                |
| 2012/13 | 03. (10)           | 18                 | 10                 | 04                 | 04                 | 056:25             | 034                |
| ÖFB Frauen-Bundesliga |                    |                    |                    |                    |                    |                    |                    |
| 2013/14 | 04. (10)           | 18                 | 07                 | 02                 | 09                 | 034:33             | 023                |
| 2014/15 | 04. (10)           | 18                 | 08                 | 05                 | 05                 | 031:31             | 029                |
| 2015/16 | 09. (10)           | 18                 | 04                 | 01                 | 13                 | 020:44             | 013                |
| 2016/17 | 10. (10)           | 18                 | 01                 | 02                 | 15                 | 09:65              | 05                 |
| 2. Frauenliga Mitte/West |                    |                    |                    |                    |                    |                    |                    |
| 2017/18 | 01. (6)            | 20                 | 17                 | 02                 | 01                 | 086:12             | 53                 |
| ÖFB Frauen-Bundesliga |                    |                    |                    |                    |                    |                    |                    |
| 2018/19 | 06. (10)           | 18                 | 05                 | 03                 | 10                 | 33:50              | 18                 |
| 2019/20 | 10. (10)           | 09                 | 0                  | 03                 | 06                 | 14:40              | 03                 |
| 2020/21 | 07. (10)           | 18                 | 05                 | 01                 | 12                 | 25:52              | 16                 |
| 2021/22 | 00. (10)           | 0                  | 0                  | 0                  | 0                  | 000:00             | 0                  |
| Legende |                    |                    |                    |                    |                    |                    |                    |
| | Aufstieg           |                    |                    |                    |                    |                    |                    |
| | Abstieg            |                    |                    |                    |                    |                    |                    |
| W5 Aufstieg in die ÖFB-Frauenliga W6 Punkte aus dem Oberes Play-off W7 Punkte aus dem Oberes Play-off und geteilte Punkte aus Grunddurchgang mitgenommen |                    |                    |                    |                    |                    |                    |                    |

Zu Beginn der Saison 2006/07 wurde die Frauenabteilung des Innsbrucker ACs übernommen. Aufgrund des Vereinswechsels musste die Mannschaft aus der ÖFB Frauen-Bundesliga absteigen und in der 2. Frauenliga West antreten. Den Frauen des FC Wacker Innsbruck gelang jedoch der sofortige Aufstieg mit einem beeindruckenden Torverhältnis von 160:2 Toren.
Im ersten Jahr in der ÖFB-Frauenliga wurde man auf Anhieb Vizemeister und das Team wurde mit dem Bruno (Preis der Vereinigung der Fußballer) für die Mannschaft des Jahres geehrt. Auch die folgenden beiden Jahre konnte der Vizemeistertitel erreicht werden. In den Folgejahren belegte der FC Wacker Innsbruck zwei dritte und zwei vierte Plätze. Im Unterschied zur Herrenabteilung zählen die Frauen damit bis 2015 kontinuierlich zu den Top 4 in Österreich. Die nächsten zwei Jahre spielte das Frauenteam um die hinteren Plätze, um 2017 in die 2. Frauenliga Mitte/West abzusteigen. Mit dem ersten Platz qualifizierte sich das Team für die Relegation zur ÖFB Frauen Bundesliga, die in zwei Spielen ausgetragen wurde, und stieg durch zwei Siege, 2:0 und 5:0, über den Zweiten der 2. Liga Ost/Süd, Carinthians Spittal, in die Bundesliga auf.

### Präsidenten
Unter Präsident Gerhard Stocker wurde die Frauensektion beim FC Wacker Innsbruck reaktiviert und unter Johannes Masoner fortgeführt.

### Trainer
Trainer der Kampfmannschaft seit 2008
| - 01.07.2008–31.12.2011: Robert Martini - 01.01.2012–07.09.2015: Stephan Glöckner - 08.09.2015–13.09.2015: Katharina Pregartbauer - 14.09.2015–31.12.2016: Zoran Tanaskovic - 01.01.2017–30.06.2017: Katharina Pregartbauer - 01.07.2017–30.06.2019: Masaki Morass - 01.07.2019–30.06.2022: Benjamin Stolte - 01.10.2022–10.08.2022: Milivoj Vujanovic - 01.10.2022–17.12.2023: Thomas Mayr - seit 17.12.2023: Yasar Demir |

### Team-Manager
Teammanager der Kampfmannschaft seit 2006:
| - 01.07.1997–30.06.2017: Horst Braun - 01.07.2017–30.06.2022: Bernhard Flatscher - 01.07.20223–17.12.2023: Thomas Mayr - seit 17.12.2023: Michael Kunzer |

### Bekannte Spielerinnen
- 2003–2017: Daniela Iraschko-Stolz[17][18]
- 2006–2010: Marlies Hanschitz
- 2006–2012: Maria Senkowsky
- 2007–2013: Katharina Schiechtl
- 2009–2015: Jasmin Pal
- 2010–2013: Nicole Billa
- 2018–2019: Maria Plattner

## Kampfmannschaft

### Trainerteam
Stand: 13. Oktober 2022
| Name              | Funktion          |
| ----------------- | ----------------- |
| Thomas Mayr       | Sportliche Leiter |
| Milivoj Vujanovic | Trainer           |

### Kader Saison 2024/25
Stand: 18. Januar 2025
| 01 | Sofia Gabriel            | Osterreich |
| 30 | Melinda Hackl-Nascimento | Osterreich |

| 05 | Nina Volgger      | Osterreich         |
| 07 | Nele Carolus      | Osterreich         |
| 09 | Paula Schwaninger | Osterreich         |
| 13 | Lynn Gottschlich  | Deutschland        |
| 15 | Kylin Hays        | Vereinigte Staaten |
| 19 | Miriam Hochmuth   | Osterreich         |
| 20 | Laura Gutensohn   | Osterreich         |

| 04 | Khorshid Hassanzada  | Afghanistan |
| 06 | Charlotte Marhauser  | Deutschland |
| 10 | Jana Mayer           | Osterreich  |
| 11 | Giulia Eckert        | Deutschland |
| 12 | Patricia Weißkirchen | Slowakei    |
| 14 | Sina Gstrein         | Osterreich  |
| 16 | Bora Gojcaj          | Osterreich  |
| 22 | Sara Riedl           | Osterreich  |

| 02 | Sylvia Makungu      | Kenia       |
| 08 | Julia Stützenberger | Deutschland |
| 17 | Magdalena Walder    | Osterreich  |
| 21 | Leonie Auer         | Osterreich  |
| 24 | Annika Henke        | Deutschland |

## Zweite Mannschaft
Die 2. Frauenmannschaft des FC Wacker Innsbruck spielt in der Future League.

## Titel und Erfolge
Folgende Titeln und Erfolge konnte die Frauenabteilung des FC Wacker Innsbruck erringen. Die Errungenschaften des Innsbrucker AC wird dem FC Wacker Innsbruck angerechnet.
- Meisterschaft
  - 1 × Österreichischer Frauen-Fußball-Meister: 2002 (als IAC)
  - 4 × Österreichischer Frauen-Fußball-Vizemeister: 2003 (als IAC), 2008, 2009, 2010
  - 4 × Meister der zweiten Frauenliga: 1995 (als IAC), 1997 (als IAC) 2007, 2018
  - 3 × Meister Tiroler Frauenliga: 1993 (als IAC), 1994 (als IAC), 2000 (als IAC)
- Cupbewerbe national
  - 2 × Österreichischer Cupsieger: 1985, 1994 (als IAC)
  - 4 × Österreichischer Cupfinalist: 1996 (als IAC), 2005 (als IAC), 2009, 2012
  - 1 × Supercupfinalist: 2002 (als IAC)
- Cupbewerbe international
  - 1 × UEFA-Women’s-Cup-Teilnehmer: 2002/03 (als IAC)